# Heglizm

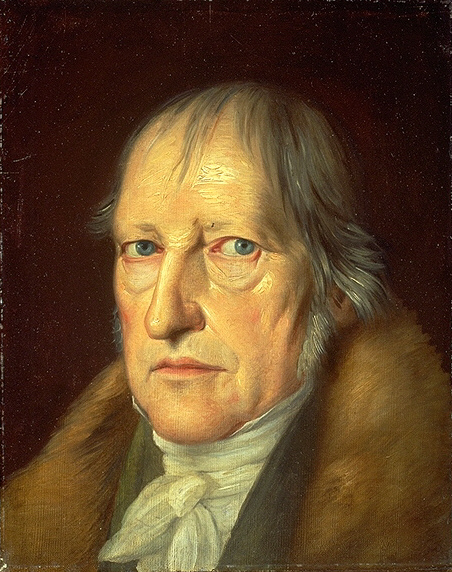
Jakob Schlesinger, Portret Georga Wilhelma Friedricha Hegla, 1831

Pojęcie to używane jest w różnych znaczeniach:
1. w ścisłym sensie oznacza system filozoficzny G.W.F. Hegla[1];
2. w szerszym znaczeniu oznacza szkoły i nurty filozoficzne kontynuujące filozofię Hegla[2];
3. w najszerszym znaczeniu oznacza jakąkolwiek filozofię nawiązującą (świadomie lub nie), bądź wykazującą cechy charakterystyczne dla poglądów Hegla lub heglistów.

## Heglizm jako nurt filozoficzny
Podczas swojego życia Hegel zyskał duże uznanie i znaczne grono uczniów i kontynuatorów. Różnice w interpretacji, skala inspiracji czy dalsze kierunki rozwoju filozofii stały się już w kilka lat po śmierci Hegla (w 1831) źródłem rozpadu heglizmu na różne nurty. Dlatego też, „heglizm” zwykle występuje ze słowem dookreślającym. 
Ortodoksyjny (lub wczesny) heglizm to pierwsze pokolenie heglistów, w wielu przypadkach jego bezpośrednich uczniów. Rozwijało jego nauki w mało krytyczny sposób i bez rewizji, broniąc je przed zarzutami krytyków, oskarżających je o reakcjonizm i antyliberalizm. Przedstawicielami wczesnego heglizmu byli: Karl Rosenkranz, Karl von Prantl (starszy), Johann Eduard Erdmann, Kuno Fischer, Eduard Zeller. Część z tych autorów w późniejszym okresie współtworzyła inne nurty heglizmu. 

### Prawica i lewica heglowska

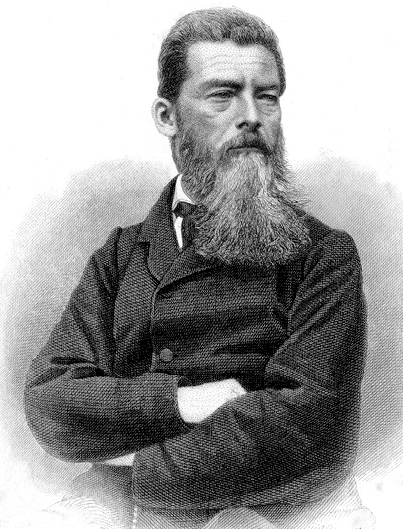
Ludwig Feuerbach (grafika Augusta Wegera)

W drugiej połowie lat 30. XIX w. doszło do wytworzenia się w filozofii niemieckiej 3 nurtów heglizmu. 
- centrum heglowskie - zalicza się do niego Eduarda Zellera czy Friedricha Theodora Vischera[2];
- prawica heglowska (staroheglizm) - zalicza się do niej np. Georga Andreasa Gablera, Carla Friedricha Göschela, Hermanna Friedricha Wilhelma Hinrichsa[2].
- Lewica heglowska (młodoheglizm) - zalicza się do niej m.in. Davida Friedricha Straußa, Ludwiga Feuerbacha, Bruno Bauera, Arnolda Rugego, Karla Marxa, Friedricha Engelsa, a także bardziej umiarkowanych liberalnych heglistów, np. Karla Ludwiga Micheleta[2].

Kwestią, która wywołała ten podział była dyskusja wokół książki Davida Friedricha Straußa Das Leben Jesu. Kritisch bearbeitet (t. 1: 1835, t. 2: 1836), prezentującej Biblię Ewangelię jako zbiór mitów. Dyskusja wokół tej książki dotyczyła kwestii religii (głównie chrześcijaństwa), interpretacji Hegla (w dużej mierze jego pojęcia Absolutu) i społecznych konsekwencji tej filozofii. Prawica heglowska stała na stanowisku chrześcijańskim i konserwatywnym, utożsamiając Absolut Hegla z Bogiem i podkreślając rolę silnego państwa. Przez pewien czas heglizm był półoficjalną doktryną Prus. Odwoływali się do niej apologeci tego państwa. Była to też filozofia wykładana na uniwersytetach.
Z kolei lewica heglowska dążyła do przekształcenia filozofii w krytykę, była antyreligijna i dążyła do radykalnych przemian społecznych, także rewolucyjnych.
Z tradycji prawicy heglowskiej czerpać potem będą nacjonalizm, imperializm i faszyzm. Lewica heglowska będzie miała szeroki wpływ na wiele nurtów myśli lewicowej i liberalnej. Młodoheglistami byli Karl Marx i Friedrich Engels, którzy później zastąpili idealizm obiektywny Hegla skrajnym materializmem, przekształcając także jego metodę dialektyczną.
Podział na prawicę i lewicę heglowską unaocznił napięcie pomiędzy dwoma tendencjami filozofii Hegla. Z jednej strony była ona wyraźnie antyutopijna, podkreślając znaczenie konieczności dziejowej i rzeczywistych procesów historycznych, przeciwstawianych ułudom podejścia moralizatorskiego. Metoda filozoficzna Hegla polegała na analizie dziejów i stanowiła ich apologię. Z drugiej jednak strony Hegel podkreślał rolę rozumu w historii i ten postulat rozumności mógł stanowić postulat do realizacji. Stąd interpretacje staroheglowskie skłaniały ku akceptacji procesu dziejowego i istniejących instytucji, a interpretacje młodoheglowskie ku ich krytyce i podważaniu.

### Heglizm poza Niemcami

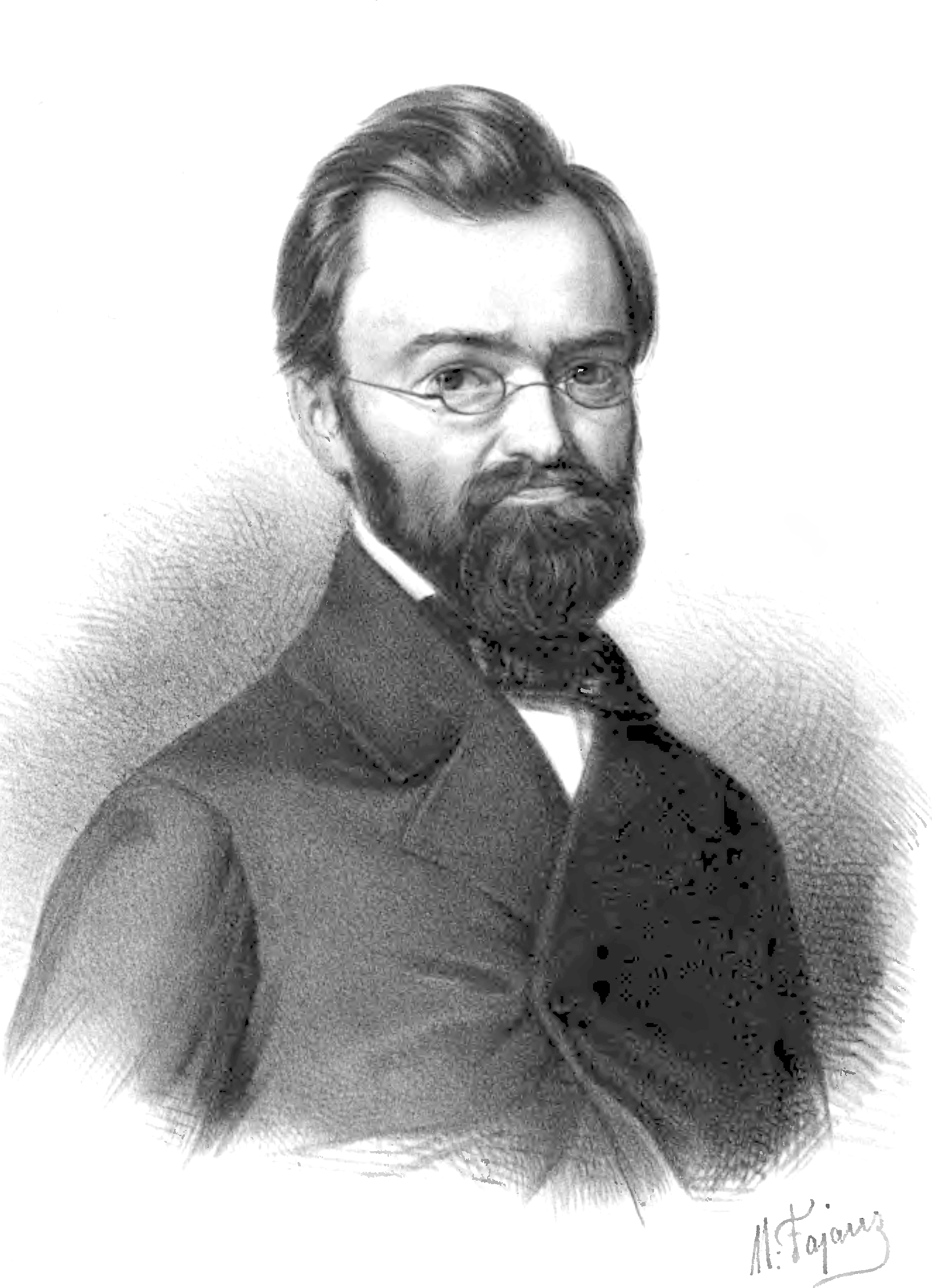
August Cieszkowski (grafika Maksymiliana Fajansa)

Filozofia Hegla spotkała się z szerokim odbiorem również poza krajami niemieckojęzycznymi. Znalazła tam kontynuatorów w odrębnych odłamach heglizmu. 
W filozofii angielskiej myśl Hegla stała się podstawą brytyjskiego idealizmu połowy XIX w. i początku XX w. Heglizm został wprowadzony do Anglii przez Samuela Taylora Coleridge'a, Jamesa Hutchisona Stirlinga i Benjamna Jowetta. Jako brytyjski idealizm rozwinęli go Francis Herbert Bradley, Bernard Bosanqued, Andrew Seth Pringle-Pattison, John McTaggart, Edward Caird czy John Caird.
W filozofii i kulturze włoskiej połowy XIX w. heglizm reprezentowali tacy autorzy jak Augusto Vera, Bertrando Spaventa czy Francesco De Sanctis. Następnie zaś heglizm stał się inspiracją dla włoskiego idealizmu połowy XIX w. i początku XX w., którego reprezentantami byli Benedetto Croce i Giovanni Gentile.
W filozofii polskiej do przedstawicieli heglizmu zalicza się Augusta Cieszkowskiego, Karola Libelta czy Bronisława Trentowskiego. Wątki heglowskie były popularne wśród polskich demokratów (np. u Edwarda Dembowskiego czy Henryka Kamieńskiego). Cieszkowski swoje wczesne pisma publikował w języku niemieckim, uczestnicząc w dyskusjach niemieckich heglistów i mając pośredni wpływ na kształtowanie myśli młodoheglowskiej w latach 40. XIX w.
Dużą rolę odegrał heglizm w filozofii i kulturze rosyjskiej. Czołowymi heglistami połowy XIX w. byli Wissarion Bielinski, Michaił Bakunin i Aleksandr Hercen.

### Heglizm XX i XXI wieku

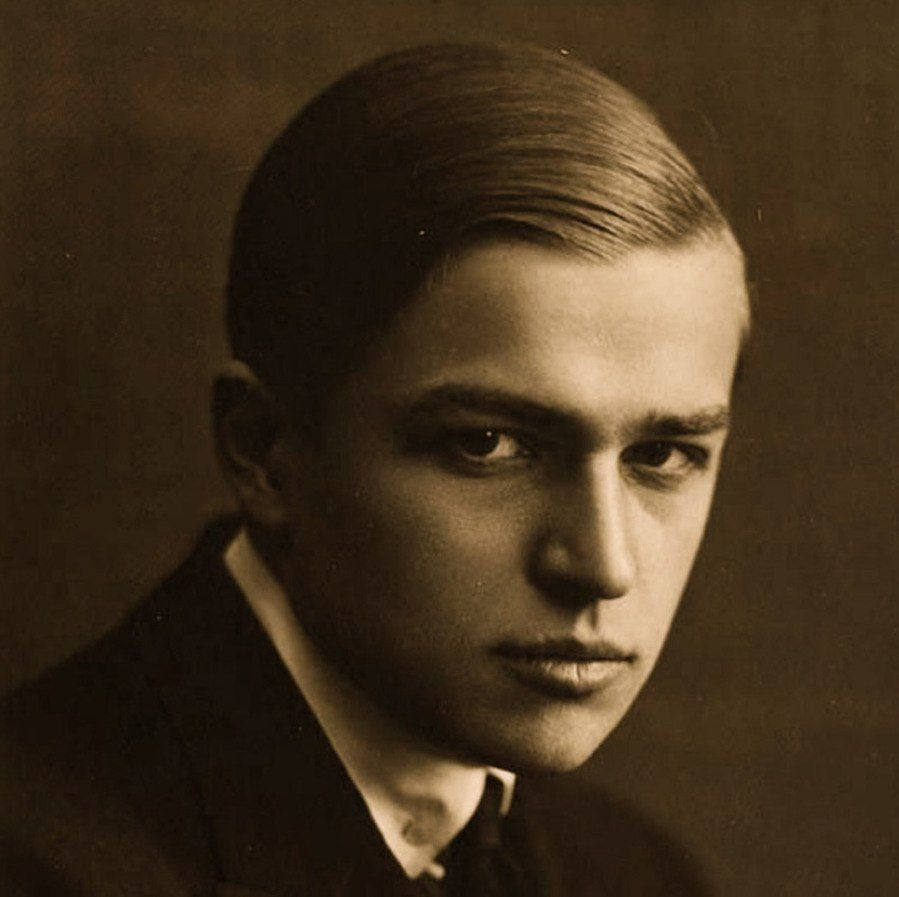
Alexandre Kojève

Wpływ filozofii Hegla na myśl XIX i XX wieku był ogromny. Wiele nurtów myśli odwoływało się do niej lub było jej przekształceniem. Formami heglizmu były różne nurty idealizmu przełomu XIX i XX w. (nazywane czasami neoheglizmem), w szczególności: idealizm brytyjski i włoski. 
Na początku XX w. w Niemczech odżyło zainteresowanie Heglem (niemiecki neoheglizm). Zapoczątkował je Wilhelm Dilthey, które prace pociągnęły szereg opracowań i wydań krytycznych dzieł Hegla.  
W latach 1933–1939 w paryskiej École pratique des hautes études swoje wykłady na temat Heglowskiej Fenomenologii ducha prowadził Alexandre Kojève (publikacja wykładów w 1947). Uczestniczyło w nich wielu intelektualistów, m.in. Maurice Merleau-Ponty, Simone de Beauvoir, Jean-Paul Sartre, Georges Bataille, Alexandre Koyré, Emmanuel Levinas, Éric Weil, Jacques Lacan. Prezentowane na tych wykładach odczytanie Hegla (kładące nacisk na dialektykę pana i niewolnika) stało się bardzo wpływowe w filozofii francuskiej i zapewniło Heglowi stałe miejsce we francuskich dyskusjach filozoficznych.